# エアクリーナーボックス
エアクリーナーボックスとはバイクや自動車の部品の一つで、エアクリーナーを保護して吸気の際の消音効果のために取り付けられる箱である。

## メリット
空気をろ過し、雨の日にも水分がBOX内に入らないように設計されている為きれいで安定した空気をキャブレターに送ることができる。
形状によっては再加速時のフィーリングが若干変化する(極端な例だがエアクリーナーボックスを自作する人も居る。)

## デメリット
空気を吸う量が決まっているためカスタム車両は、パワー不足に陥る。そのため、カスタム車両などは、社外品のパワーフィルターなどを取り付ける人も多い。